# Escuelas Públicas de Milwaukee

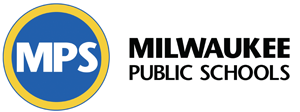
Logo de Milwaukee Public Schools

Escuelas Públicas de Milwaukee (en inglés, Milwaukee Public Schools, MPS) es un distrito escolar en Wisconsin, Estados Unidos. El distrito tiene escuelas en la ciudad de Milwaukee.

## Historia
En el invierno de 1836, la primera escuela pública de Milwaukee abrió. El consejo escolar se estableció en 1846.
En 1990 la Legislatura de Wisconsin aprobó una ley que dice que escuelas privadas pueden admitir estudiantes de MPS con dinero del cheques escolares.
En 2008 el distrito tenía 78 148 estudiantes.
En 2013 el grupo Public Policy Forum publicó un informe que compara escuelas de MPS y escuelas privadas del programa Milwaukee Parental Choice Program (el programa de cheques escolares). De acuerdo de informe, las escuelas de MPS tenían rendimiento educativo ligeramente mejor.
En el otoño de 2022 tenía 58 136 estudiantes.

## Escuelas

### Escuelas superiores
- Advanced Language & Academic High School
- Alliance School
- Bay View High School
- Lynde & Harry Bradley Technology and Trade School
- CITIES Project High School
- Milwaukee Community High School
- Custer High School
- W.E.B. Du Bois High School
- Edison Career Academy
- Foster and Williams Visual Communications Campus
- Genesis High School
- Alexander Hamilton High School
- Humanities High School
- Solomon Juneau Business High School
- Madison University High School
- John Marshall High School (Wisconsin)
- Metropolitan High School
- Milwaukee Academy of Aviation, Science, & Technology
- Milwaukee High School of the Arts
- Milwaukee Learning Laboratory & Institute
- Milwaukee School of Entrepreneurship
- Milwaukee School of Languages
- New School for Community Service
- North Division Virtual University High School
- Northwest Secondary School
- Professional Learning Institute
- Casimir Pulaski High School
- Ronald Wilson Reagan College Preparatory High School
- Riverside University High School
- Rufus King High School
- South Division High School
- Truth Institute for Leadership and Service
- Harold S. Vincent High School
- Washington High School
- Wisconsin Conservatory for Lifelong Learning